# Osiek (gromada w powiecie staszowskim)
Osiek – dawna gromada, czyli najmniejsza jednostka podziału terytorialnego Polskiej Rzeczypospolitej Ludowej w latach 1954–1972.
Gromady, z gromadzkimi radami narodowymi (GRN) jako organami władzy najniższego stopnia na wsi, funkcjonowały od reformy reorganizującej administrację wiejską przeprowadzonej jesienią 1954 do momentu ich zniesienia z dniem 1 stycznia 1973, tym samym wypierając organizację gminną w latach 1954–1972.
Gromadę Osiek z siedzibą GRN w Osieku (wówczas wsi) utworzono – jako jedną z 8759 gromad na obszarze Polski – w powiecie sandomierskim w woj. kieleckim, na mocy uchwały nr 13j/54 WRN w Kielcach z dnia 29 września 1954. W skład jednostki weszły obszary dotychczasowych gromad Osiek, Osieczko, Kąty, Mikołajów, Długołęka i Otoka Gęgolińska ze zniesionej gminy Osiek w tymże powiecie. Dla gromady ustalono 23 członków gromadzkiej rady narodowej.
1 stycznia 1956 gromadę włączono do powiatu staszowskiego w tymże województwie.
31 grudnia 1959 do gromady Osiek przyłączono obszary zniesionych gromad Pliskowola i Suchowola.
1 stycznia 1969 do gromady Osiek przyłączono wieś Mucharzew ze zniesionej gromady Strużki.
Gromada przetrwała do końca 1972 roku, czyli do kolejnej reformy gminnej. 1 stycznia 1973 (tym razem w powiecie staszowskim) reaktywowano gminę Osiek.